# Prohibition
Prohibition (lateinisch prohibere ‚verhindern‘) bezeichnet das Verbot bestimmter Drogen. Ziel einer Prohibition ist es – in der Regel –, die Bevölkerung vor negativen Wirkungen der verbotenen Substanzen zu schützen; diese Ziele können religiös, politisch, wirtschaftlich oder aus gesundheitlicher Fürsorge (z. B. Suchtprävention) definiert und motiviert sein. Damit steht eine Prohibition in Konflikt mit Freiheits- und Persönlichkeitsrechten, wie beispielsweise persönlicher Selbstbestimmung, freiem Zugang zu Märkten etc.
Seit dem Einheitsabkommen über die Betäubungsmittel, das die Vereinten Nationen 1961 unterzeichneten, unterliegen viele Drogen einer weltweiten Prohibition. So wird jeder nichtmedizinische und nichtwissenschaftliche Gebrauch untersagt. Ländern mit traditionellem Drogenkonsum, wie etwa Opiumrauchen in Asien, Kokakauen in Lateinamerika, aber auch Cannabisgebrauch, wurden Übergangsfristen von bis zu 25 Jahren eingeräumt. Ausgenommen davon sind insbesondere Alkohol, Nikotin und Coffein, da sie den Volksdrogen zugerechnet werden.
Das Verbot soll durch lückenlose bürokratische Überwachung und Planung des Anbaus, Handels und des Gebrauchs psychoaktiver Substanzen zu medizinischen und wissenschaftlichen Zwecken durchgesetzt werden. Jenseits dieses engen Rahmens wird der Umgang mit diesen Substanzen als kriminelle Handlung verfolgt.
Im Krieg gegen Drogen kann es dabei bis zu länderübergreifenden polizeilichen Operationen mit militärischem Charakter gehen. So wurde z. B. die Operation Solare im September 2008 nach einer Dauer von 15 Monaten abgeschlossen, bei der Anti-Drogeneinheiten aus den Vereinigten Staaten, Mexiko, Italien und Guatemala gegen das sogenannte Golf-Kartell und die Mafia-Organisation ’Ndrangheta in der Region Kalabrien in Italien koordiniert vorgingen.
Bei derartigen Aktionen operiert z. B. die 1973 gegründete Antidrogen-Behörde Drug Enforcement Administration (DEA) auch – meistens beobachtend und beratend – außerhalb des US-amerikanischen Hoheitsgebietes.

## Alkoholprohibition
In Deutschland wird der Begriff überwiegend mit der Prohibition in den Vereinigten Staaten 1920–1933 auf Alkohol in Verbindung gebracht. In Spanisch sprechenden Ländern nennt man dasselbe Verbot Ley Seca.
Allerdings bestanden und bestehen auch in weiteren zahlreichen Staaten Alkoholverbote. In einigen Ländern mit mehrheitlich muslimischer Bevölkerung ist der Handel oder Konsum von alkoholischen Getränken auf Grund des Alkoholverbots im Islam auch heute weiterhin verboten; in Brunei wurde sie 1991 eingeführt (siehe Weltkarte im Artikel Mindestalter für Alkoholerwerb).
Insbesondere existierten zeitlich begrenzte Prohibitionen auf Alkohol – neben den Vereinigten Staaten – auch in folgenden Ländern und Regionen:
- Prince Edward Island: 1901–1948; für kürzere Zeiten auch in anderen Landesteilen Kanadas
- Russland/Sowjetunion: 1914–1925; „suchoi sakon“ genannt[3]
- Island: 1915–1922; Wein war ab 1922 erlaubt, Spirituosen und Leichtbier ab 1934, Starkbier (über 2,25 %) ab 1989 (siehe auch: Prohibition in Island)
- Norwegen: 1916–1927; Wein und Bier erst ab 1917 (siehe auch Prohibition in Norwegen)
- Finnland: 1919–1932; „kieltolaki“ genannt
- Färöern: 1907–1992; siehe auch: Prohibition auf den Färöern
- Indien: (siehe Prohibition in Indien) mehrere Verbote ab 1937/38 bis zur Gegenwart in verschiedenen Landesteilen z. B. Andhra Pradesh, Haryana und Gujarat

Auch die Wiederaufhebung der Prohibition hat aber häufig nicht zur völligen Freigabe von Alkohol geführt und auch in Ländern ohne Prohibition existieren Einschränkungen beim Konsum.
Häufig existiert ein Verbot des Alkoholkonsums in der Öffentlichkeit; Minderjährige werden durch Jugendschutzgesetze vom Konsum ausgeschlossen; die kaufbare Menge an Alkohol kann limitiert sein. Beim öffentlichen Ausschank sind Sperrstunden einzuhalten und in der Regel ist dazu eine Ausschankgenehmigung (siehe Gaststättenkonzession) – auch für einmalige Veranstaltungen – erforderlich, die in Deutschland von der Gewerbemeldestelle der zuständigen Kommune erteilt werden kann.

## Marktgeschehen: Auswirkungen einer Prohibition

### Angebotsseite

#### Markteintritt und Marktaustritt
Das Verbot ist ein erheblicher Eingriff in das Marktgeschehen. Durch ein Verbot oder die Einschränkung und Kontrolle der bisherigen Angebotsstruktur werden Marktschranken errichtet. Bisherigen Produzenten, Händlern und Lageristen werden bestehende Lizenzen entzogen, stark beschnitten oder die Lizenzen müssen nunmehr erworben werden.
Je nach Verbotsgrad führt dieses zur Schrumpfung oder zum völligen Zusammenbruch des legalen Marktes. Das Verbot wirkt also wie eine Marktzutrittsschranke. Bleiben legale Marktsegmente bestehen, kann dieses bereits zu legalen Oligopolen und Monopolen auf der Angebotsseite führen. Es kommt zu Preissteigerungen, da das reduzierte Angebot oder die reduzierte Anbieterzahl die Preise treiben. Bestehende Verelendungstendenzen der Verbraucher werden verstärkt, sofern diese auf Grund ihrer Abhängigkeit – als im Prinzip Süchtige – den Markt nicht verlassen können. Ihre Sucht funktioniert als Marktaustrittsschranke, welche das Niveau der Nachfrage stabilisiert.

#### Illegaler Handel
Solange weiter eine Nachfrage nach den verbotenen Konsumgütern besteht, kommt es zur Bildung eines Schwarzmarktes für diese Produkte. Wegen der Strafverfolgung wird die Ware auf Grund kartellartiger Handelsstrukturen mit einem hohen Risikoaufschlag auf den eigentlichen Beschaffungspreis verkauft.
Selbst wenn die Nachfrage auf Grund des Verbots oder wegen steigender Preise sinkt, werden nunmehr zum einen Anbieter auftreten, die bereit sind, ihre bisher legalen Geschäfte nun illegal weiterzuführen. Zum anderen werden durch die Extrarendite des Risikoaufschlages neue Anbieter in den Markt gelockt. Das heißt, bisher legale Anbieter agieren illegal und renditeorientierte mit illegalen Geschäften vertraute Personen treten in den Schwarzmarkt ein.
Es kommt zu zahlreichen organisatorischen Anpassungen. Um Grenzkontrollen zu überwinden, kommt es zu professionellem Schmuggel; Produktionsstufen werden ins Inland verlagert, um die Grenzkontrollen zu vermeiden. Da dieser Schwarzmarkt keinerlei Kartellaufsicht unterliegt, kommt es zu horizontalen und vertikalen Oligopolen oder Monopolen, die vom organisierten Verbrechen kontrolliert werden. Diese Organisationen dringen in die Märkte ein oder organisieren diese von Beginn an. Solche Strukturen werden in der Regel mit kriminellen Mitteln unter Anwendung oder Androhung von Gewalt etabliert, abgesichert und ausgebaut.
Letztlich dringen diese kriminellen Strukturen in sämtliche vertikalen und horizontalen Produktionszusammenhänge ein; selbst viele Kleinbauern in den klassischen Drogenanbaugebieten stehen unter ihrer Kontrolle und agieren nicht mehr als selbstbestimmte Marktteilnehmer.

### Nachfrageseite

#### Anpassung der Nachfrage
In der Regel befolgen bisherige Konsumenten die Prohibition; der Befolgungsgrad hängt jedoch von der Akzeptanz der Bevölkerung für eine Prohibition ab und den Ausweichmöglichkeiten auf legale Ersatzstoffe, Konsum- und Darreichungsformen. Auch spielt der Verfolgungs- und Überwachungsdruck bei der Durchsetzung einer Prohibition eine Rolle:
- Bei in der Bevölkerung stark akzeptierten Drogen führt das Verbot zu einer Gebrauchsdegression (-senkung), sofern der Überwachungsdruck ausreichend hoch ist. Viele Bürger halten sich auch an Verbote, die sie nicht einsehen. Beispiele sind die Alkoholprohibition in den Vereinigten Staaten oder die Bierprohibition auf Island.
- Bei in der Masse der Bevölkerung wenig akzeptierten Drogen führt das Verbot eventuell sogar zu einer Gebrauchsprogression (-steigerung), da durch das Verbot vermehrte Aufmerksamkeit erregt wird und der Reiz des Verbotenen bzw. auch ein Snobeffekt hinzukommt. Kokain galt in Deutschland anfänglich als Droge der Schickeria und Bessergestellten und eroberte dann neue breitere Konsumentenschichten. Sowohl in den Niederlanden als auch in Italien und in manchen Bundesstaaten der Vereinigten Staaten soll die faktische Entkriminalisierung des Besitzes und Konsums von Cannabisprodukten zu einer Verringerung des Konsums geführt haben. [Fehlende Quellenangaben, Statistisches Material erforderlich]
- Andererseits kommt es bei der Freigabe von akzeptierten Produkten zu Anpassungsschocks. So stieg in Finnland, ausgelöst durch die Deregulierung der EU, die Zahl der Alkoholtoten zunächst an, als es zu sinkenden Preisen der Alkoholprodukte kam und die Dosis eines einzelnen Verbrauchers nicht mehr über den Preis reguliert wurde.

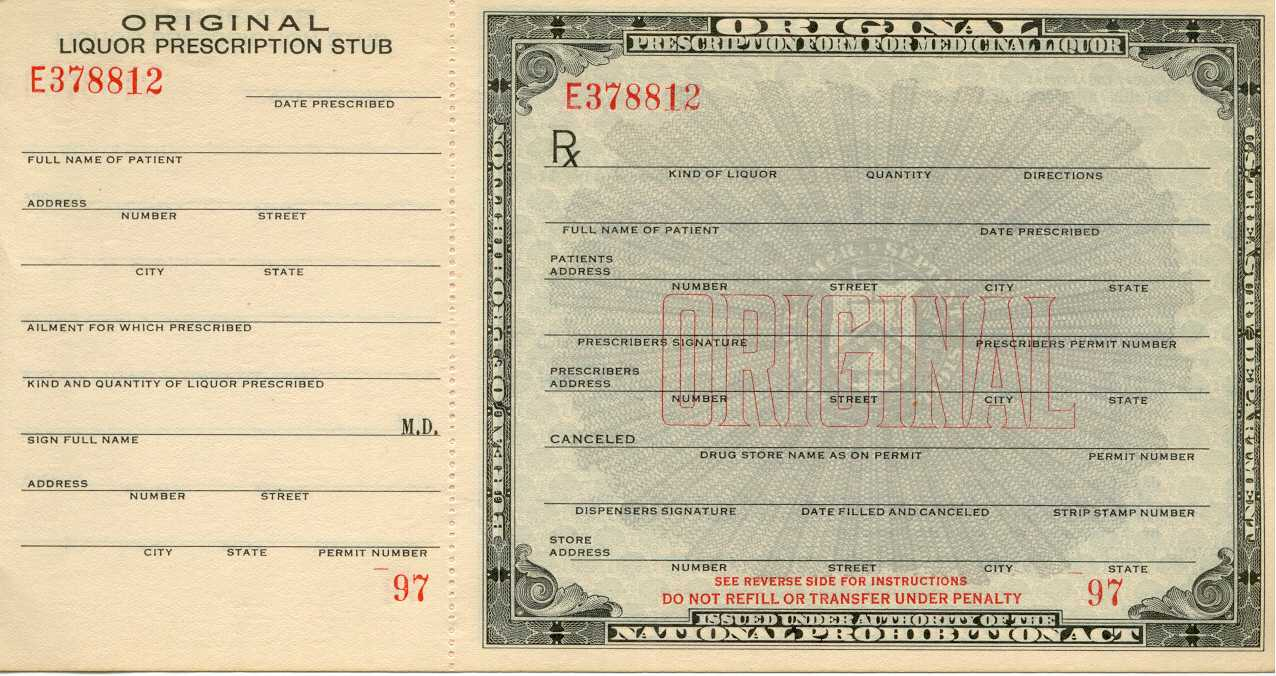
Ein Formular für ein ärztliches Rezept auf Alkohol: „Medicinal Alcohol form“

- Eine Suchtverlagerung erfolgt auf legale Ersatzstoffe oder durch Umgehung des Verbotes auf illegalem oder legalem Wege und verändert die Darreichungsformen. So führte die Alkoholprohibition in den Vereinigten Staaten zu einer Steigerung des Verkaufs von medizinischem (absolutem) Alkohol um 400 %. Während dieser Alkoholprohibition wurde etwa doppelt so viel destillierter hochprozentiger Alkohol getrunken wie vor und nach dem Verbot, da dieser (im Verhältnis zum Alkoholgehalt) wesentlich leichter heimlich herzustellen und zu schmuggeln ist als etwa Bier oder Wein.
- Es kommt zur Verlagerung des Konsums ins Private. In den Vereinigten Staaten gab es Speakeasy genannte, illegale Kneipen, zu denen nur Mitglieder Zutritt hatten.

#### Risiken für den Konsumenten
Die ursprüngliche Motivation, die Bevölkerung durch die Prohibition vor den Drogen zu schützen, verkehrt sich für die verbleibenden Konsumenten, die sich dem Verbot nicht unterwerfen, ins Gegenteil.
Der illegale Konsum entzieht sich staatlicher, medizinischer und sozialer Kontrolle. Folgen sind unter anderem eine Erhöhung der Armutsgefahr durch Abhängigkeit und eine steigende Anzahl von Eigentumsdelikten durch Beschaffungskriminalität. Die Verelendung der Betroffenen durch die entstehenden hohen Kosten zur Beschaffung des Suchtstoffes nimmt zu.

##### Dosierung
Insbesondere das Dosierungsrisiko steigt. Die Alkoholprohibition führte zu einem vermehrten Angebot von harten Spirituosen anstelle von Getränken mit niedrigem Alkoholgehalt wie Bier und Wein. Bei der Hanfprohibition kam es zu einer Ausweitung der Züchtungen hinsichtlich des Wirkstoffgehalts. Dasselbe gilt bei den sogenannten „harten Drogen“ wie u. a. Heroin. Viele Fixer setzen sich unbeabsichtigt den sogenannten Goldenen Schuss, da die Reinheit der verkauften Droge stark schwanken kann, was zu einer unbeabsichtigten und mitunter tödlichen Überdosis beim Drogenkonsum führen kann.

##### Lebensmittelsicherheit
Die Lebensmittelsicherheit nimmt ab, da ohne eine lebensmittelrechtliche Kontrolle, medizinische Kontrolle oder Arzneimittelzulassung die Möglichkeit der Manipulation erleichtert wird, beispielsweise durch Verunreinigungen sowie völligen Ersatz oder teilweise Beimischungen der in äußerer Erscheinung oder auch Wirkung ähnlichen Substanzen (siehe Drugchecking). Entweder sind diese Fremdstoffe unabsichtlich beigemengt, wie im Falle von Anteilen des giftigen Methanols in hochprozentigem Alkohol von Bränden bei fehlerhafter unfachmännischer Destillation, oder absichtlich durch Beimengungen von Streckmitteln zur Vermehrung von Masse und Volumen.
In den Vereinigten Staaten vervierfachte sich die Menge von unsauber destilliertem (giftigem) Alkohol von 1 % auf 4 %. In Indien sterben oder erblinden bis heute jährlich Hunderte durch Konsum illegal hergestellten Alkohols.
So kann es auch bei vergleichsweise weniger harten Drogen wie Cannabis durch Streckmittel, wie beispielsweise Brix, Haarspray oder gar Blei zu schweren Gesundheitsschäden bei den Konsumenten kommen.
Außerdem kann es zum Zusatz suchtsteigernder Mittel kommen, so wird insbesondere Strychnin zur subjektiven Verstärkung der Heroinwirkung eingesetzt, sodass der tatsächliche Wirkstoffgehalt durch Strecken geringer gehalten und der Profit maximiert werden kann.
Nicht zu vernachlässigen ist auch der Faktor der Strafbemessung bei Verstoß gegen das Betäubungsmittelgesetz, welches eine Strafe nach Wirkstoffgehalt seiner illegalen Ware festlegt, da z. B. bei Cannabis der THC pro Gewichtseinheit bei reiner Ware prozentual deutlich höher ausfällt als bei gestreckter Ware, weshalb insbesondere bei der Verteilung an die Endkonsumenten eine weitere Motivation zur Streckung der Drogen hinzutritt.

##### Hygiene
Nicht zuletzt ist eine Verschmutzung vor allem im mikrobiellen Bereich durch unhygienische Herstellung, Transport- und Abgabeformen häufig. Durch steigenden Verfolgungsdruck erhöht sich das gesundheitliche Risiko bei der reinen Konsumhandlung weiter, angefangen bei fehlenden Gesundheitskontrollen von illegalen Gastronomiebetrieben und deren Personal bis hin zur mehrfachen Verwendung von verschmutzten Konsumwerkzeugen unter unhygienischen Bedingungen. Die Wahrscheinlichkeit der Erkrankung an Gelbsucht und ähnlichen Krankheiten etwa ist deutlich erhöht.

## Prohibitionsgesetze
- Das Opiumgesetz in Deutschland bis 1972.
- Die Betäubungsmittelgesetze in Deutschland, Österreich und der Schweiz.
- Der 18. Zusatzartikel zur Verfassung der Vereinigten Staaten von 1920, aufgehoben 1933 durch den 21. Zusatzartikel.
- Der UN-Beschluss Single Convention on Narcotic Drugs von 1961.